# Draculoides claudiae
Espèce
Draculoides claudiae est une espèce de schizomides de la famille des Hubbardiidae.

## Distribution
Cette espèce est endémique du Pilbara en Australie-Occidentale. Elle se rencontre à environ 29 kilomètres à l'est-sud-est de Pannawonica dans la vallée de la Robe River.

## Description
Le juvénile holotype mesure 3,61 mm.

## Systématique et taxinomie
Cette espèce a été décrite par Abrams et Harvey en 2020.

## Étymologie
Cette espèce est nommée en référence à Claudia, la vampire dans les Chroniques des vampires d'Anne Rice.

## Publication originale
- Abrams, Huey, Hillyer, Didham & Harvey, 2020 : « A Systematic Revision of Draculoides (Schizomida: Hubbardiidae) of the Pilbara, Western Australia, Part I: the Western Pilbara. » Zootaxa, no 4864(1), p. 1-75.